# Existiríamos el mar
Existiríamos el mar es una novela de la escritora española Belén Gopegui publicada en septiembre de 2021 por Literatura Random House. La escritora, ganadora de un premio Tigre Juan en 1993 y del VII Premio de Narrativa Española Dulce Chacón, nos invita a transitar una serie de lugares reconocibles para el lector a través de la particular vivencia de un grupo de compañeros de piso. Se trata de una "novela osada y conmovedora de historias comunes donde lo más intenso no reside ni en lo más oscuro ni en lo más turbio, sino, a veces, muchas veces, en momentos de respeto, risas, charla, felicidad, apoyo mutuo o rabia compartida."

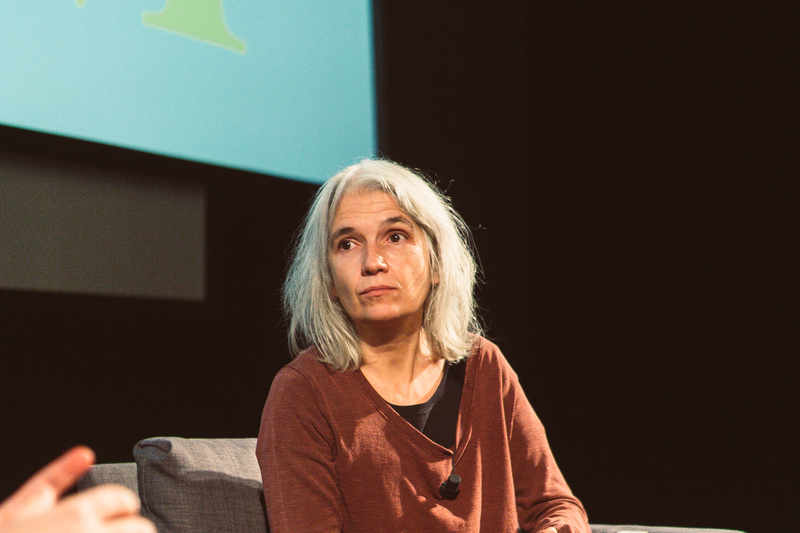
Belén Gopegui en 2014

## Argumento y personajes
En la calle Martín de Vargas 26 de Madrid cenan, charlan y conviven nuestros protagonistas hasta que un día, de la noche a la mañana, Jara desaparece sin dejar ningún aviso. Dos cientos noventa euros sobre su cama, lo correspondiente a un mes de alquiler para no hacer la faena al resto de compañeros es lo único que deja. No tiene trabajo. Está en paro. Y esta situación que arrastra desde hace algún tiempo le produce una desalentadora inestabilidad emocional. Es, sin lugar a dudas, una novela muy gopeguiana que dibuja una constante tensión entre el desánimo y la esperanza, entre la frustración y la confianza en las propias fuerzas. Habla de sindicatos, de militancia, de espacios en los que convergen hombres y mujeres muy diferentes pero atravesados todos por preocupaciones comunes como el no llegar a fin de mes o poder pagar el alquiler. 
Los protagonistas de Existiríamos el mar son Lena, Ramiro, Camelia, Hugo y Jara.

## Estilo
El ritmo pausado, lo lírico del lenguaje y la naturalidad con la que aborda las situaciones cotidianas hacen de la novela una lectura imprescindible para cualquier tipo de público, familiarizado o no con la obra de la escritora madrileña. 

## Crítica y recepción
La periodista cultural Marta García Miranda ha escrito en La hora extra que "vuelve a defender la bondad con una mirada política y nos habla de los principios que hacen que la vida sea más vivible. Esto va de cómo vivir juntos sin hacernos daño, entre la honestidad y la furia.", mientras que Nadal Suau escribió en El Cultural que "(es una novela) que me acoge no es solo porque simpatice con sus posiciones, sino porque la escritura de Gopegui es consciente de la complejidad de una vida que pocas veces logra parecerse a la teoría, y no le teme a la lentitud, ni a hacer explícitos los nombres de los problemas, ni a detenerse para mirar a lo lejos.".
De ella, Pedro Fernández ha dicho que "es, en definitiva, una novela que rebosa cercanía y desde el principio nos acoge con los brazos abiertos como el amigo que nos abre las puertas de su casa. Su lectura es un ejercicio de honestidad. Una reflexión urgente, pero pausada; colectiva, pero individual, elaborada al calor de la observación cotidiana y que nos llama a levantar la cabeza y mirar lejos frente a la incertidumbre."